# Joseph Trapanese
Joseph Trapanese, född 7 augusti 1984 i Jersey City, New Jersey, är en amerikansk kompositör, arrangör och musikproducent. Han skriver mycket filmmusik, bland annat till Allegiant från 2016, där han komponerat all musik förutom första stycket som framförs av Trapanese tillsammans med Tove Lo. Tidigare har han bland annat skrivit musiken till Oblivion (2013).